# Обушок (заказник)
Обушо́к — об'єкт природно-заповідного фонду Донецької області, ботанічний заказник місцевого значення, урочище.

## Розташування
Розташований у Шахтарському районі Донецької області біля селища Дубове, у долині річки Орлівка, лівої притоки Кринки. Координати: 47° 59' 38" північної широти, 38° 24' 42" східної довготи.

## Історія
Статус заказника присвоєно рішенням Донецької обласної ради від 10 березня 1993 року.

## Загальна характеристика
Територія заказника являє собою комплекс ділянок природних різнотравно-типчаково-ковилових степів на вершині вододілу з виходами на поверхню вапняків і невеликий масив соснових насаджень. Крупногорбиста поверхня. Площа — 58,6 га. До заказнику примикає балка Орлівка з байрачним лісом.

## Рослинний світ
Різнотравно-ковилово-злакова асоціація рослинності, де переважають костриця, ковила, підмаренник, шавлія і частково бобові. Флористичне багатство складають не менше 200 види рослин, з яких — 20 видів є рідкісними: 9 з них занесені до Червоної книги України, в тому числі: волошка Талієва, гніздівка звичайна, шафран сітчастий, ковила Лессінга, найкрасивіша, вузьколиста, червонувата, українська, ковила пухнастолиста; 1 вид занесений до Європейського Червоного списку, 10 — до регіонального Червоного списку Донецької області.